# Tyssefossen
Tyssefossen er et vandfald i Bjørke i Volda kommune i Møre og Romsdal. Vandfaldet er en del af elven Tyssa som løber fra Tyssevatnet ud i Storfjorden. Vandfaldet er uudbygget til produktion af vandkraft i Tussa kraftverk og er tørlagt store dele af året.